# Laxubie
Le Laxubie est un ruisseau  qui traverse le département des Pyrénées-Atlantiques et un affluent du Saison dans le bassin versant de l'Adour.

## Géographie
D'une longueur de 11,2 kilomètres, il prend sa source sur la commune d'Arrast-Larrebieu (Pyrénées-Atlantiques), près du lieu-dit Ibarbouen, à l'altitude de 306 mètres.
Il coule du sud vers le nord-est et se jette dans le Saison à Nabas, à l'altitude 94 mètres.

## Communes et cantons traversés
Dans le seul département des Pyrénées-Atlantiques, le Laxubie traverse cinq communes et deux cantons : dans le sens amont vers aval : Arrast-Larrebieu (source), Moncayolle-Larrory-Mendibieu, Charre, Rivehaute et Nabas (confluence).
Soit en termes de cantons, le Laxubie prend source dans le  canton de Mauléon-Licharre et conflue dans le canton de Navarrenx.

## Affluents
Le Laxubie a sept  tronçons affluents référencés.
Son rang de Strahler est donc de deux.